# 김철홍 (경찰)
김철홍(金哲弘, 1904년 8월 18일 ~ ?)은 일제강점기의 경찰이다.

## 생애
1926년 11월 1일 조선총독부 순사로 임명되었으며 1927년 2월 28일 평안북도 후창경찰서 순사로 임명되었다. 1931년 9월 18일부터 1934년 3월 31일까지 국경 경비 업무를 맡는 동안 항일 무장 세력에 대한 무력 탄압에 적극 가담했다. 17차례에 걸친 항일 무장 세력과의 교전을 통해 이들이 갖고 있던 무기를 압수하는 한편 일본군의 군수품 수송 업무에도 적극 협조했다.
1932년 평안북도 부흥주재소 순사로 임명되었으며 1934년 3월 1일 만주국 정부로부터 건국공로장을 받았다. 1934년 4월 29일 만주사변에 적극 협력한 공로를 인정받아 일본 정부로부터 훈8등 욱일장을 받았고 1934년 8월 28일 만주 사변 종군기장에 상신되었다. 1935년 7월 25일 만주 사변에 적극 협력한 공로를 인정받아 일본 정부로부터 훈공 을(勳勞 乙)을 받았으며 1937년 평안북도 죽전주재소 순사로 임명되었다. 
친일반민족행위진상규명위원회가 발표한 친일반민족행위 705인 명단에 포함되었다.

## 참고자료
- 친일반민족행위진상규명위원회 (2009). 〈김철홍〉. 《친일반민족행위진상규명 보고서 Ⅳ-4》. 서울. 388~396쪽.